# Famille Nguesso
Pour les articles homonymes, voir Nguesso.
 (juillet 2025).
La mise en forme du texte ne suit pas les recommandations de Wikipédia : il faut le « wikifier ».
Les points d'amélioration suivants sont les cas les plus fréquents. Le détail des points à revoir est peut-être précisé sur la page de discussion.
- Les titres sont pré-formatés par le logiciel. Ils ne sont ni en capitales, ni en gras.
- Le texte ne doit pas être écrit en capitales (les noms de famille non plus), ni en gras, ni en italique, ni en « petit »…
- Le gras n'est utilisé que pour surligner le titre de l'article dans l'introduction, une seule fois.
- L'italique est rarement utilisé : mots en langue étrangère, titres d'œuvres, noms de bateaux, etc.
- Les citations ne sont pas en italique mais en corps de texte normal. Elles sont entourées par des guillemets français : « et ».
- Les listes à puces sont à éviter, des paragraphes rédigés étant largement préférés. Les tableaux sont à réserver à la présentation de données structurées (résultats, etc.).
- Les appels de note de bas de page (petits chiffres en exposant, introduits par l'outil «  Source ») sont à placer entre la fin de phrase et le point final[comme ça].
- Les liens internes (vers d'autres articles de Wikipédia) sont à choisir avec parcimonie. Créez des liens vers des articles approfondissant le sujet. Les termes génériques sans rapport avec le sujet sont à éviter, ainsi que les répétitions de liens vers un même terme.
- Les liens externes sont à placer uniquement dans une section « Liens externes », à la fin de l'article. Ces liens sont à choisir avec parcimonie suivant les règles définies. Si un lien sert de source à l'article, son insertion dans le texte est à faire par les notes de bas de page.
- La présentation des références doit suivre les conventions bibliographiques. Il est recommandé d'utiliser les modèles {{Ouvrage}}, {{Chapitre}}, {{Article}}, {{Lien web}} et/ou {{Bibliographie}}. Le mode d'édition visuel peut mettre en forme automatiquement les références.
- Insérer une infobox (cadre d'informations à droite) n'est pas obligatoire pour parachever la mise en page.

Pour une aide détaillée, merci de consulter Aide:Wikification.
Si vous pensez que ces points ont été résolus, vous pouvez retirer ce bandeau et améliorer la mise en forme d'un autre article.
 (juillet 2025).
La famille Nguesso est une famille politique et influente originaire de la République du Congo. Elle est notamment connue pour être celle du président Denis Sassou-Nguesso, au pouvoir depuis 1979 (avec une interruption de 1992 à 1997).

## Activités et influence
Les membres de la famille Nguesso jouent un rôle important dans la vie politique et économique du Congo, avec des intérêts divers dans les secteurs de l’immobilier, des infrastructures, de l’hôtellerie, et des ressources naturelles.

## Membres principaux
Parmi les membres les plus connus de cette famille, on retrouve :
- Denis Sassou-Nguesso, Président de la République du Congo
- Antoinette Sassou Nguesso, épouse du président
- Maurice Ambendet Nguesso, frère du président
- Édith Bongo, défunte fille de Denis Sassou-Nguesso et épouse de l'ancien président gabonais Omar Bongo
- Denis Christel Sassou Nguesso, fils du président, homme politique et homme d'affaires
- Claudia Sassou Nguesso, fille du président, conseillère spécial en charge de la communication
- Tedi Christel Sassou Nguesso, fils du président et directeur général de la SNPC-D, filiale de la SNPC
- Edgar Nguesso, neveu du président, colonel-major et directeur général du domaine présidentiel
- Jean-Dominique Okemba, neveu du président, vice-amiral et secrétaire général du conseil national de sécurité
- Jean-Jacques Bouya, cousin du président et ministre d'État en charge de l'Aménagement du territoire
- Wilfrid Nguesso, neveu du président et sénateur
- Calixte Nganongo, neveu du président et ancien ministre des Finances
- Omar Denis Junior Bongo, petit-fils et conseiller du président Denis Sassou-Nguesso
- Stella Mensah Sassou Nguesso, fille du président, députée-maire de Kintélé
- Ninelle Sassou Nguesso, fille du président et épouse de Hugues Ngouélondélé, ministre des Sports

## Controverses
La famille est régulièrement citée dans des enquêtes portant sur des accusations de corruption et de détournement de fonds publics, avec des enquêtes internationales portant sur des biens immobiliers détenus à l’étranger. La famille posséderaient environ 110 comptes bancaires. Elle est accusée de liens avec plusieurs industriels français, dont le groupe Bolloré. Elle aurait soustrait à son profit près de 70 millions de dollars provenant des fonds publics.